# Lathrolestes convexus
Lathrolestes convexus là một loài tò vò trong họ Ichneumonidae.